# Мігель Сандовал
Мігель Сандовал (англ. Miguel Sandoval) — американський актор. Насамперед відомий завдяки ролі окружного прокурора Мануеля Девалоса у серіалі «Медіум».

## Біографія
Народився у Вашингтоні, округ Колумбія. 1975 року почав працювати актором, вступивши до школи пантоміми в Альбукерке, Нью-Мексико. Потім приєднався до трупи та продовжував вдосконалювати свої навички міміки. Кінокар'єру розпочав на початку 1980-х років. Свої перші ролі виконав у таких фільмах, як «Роби як треба!», «Тропічна лихоманка» і «Парк Юрського періоду». Після ролі у фільмі «Пряма та очевидна загроза» (1994), почав отримувати більші ролі, з'являючись у таких фільмах, як «Знайти коротуна», «Близько до серця» і «Кокаїн».
Виконав невеликі ролі в таких фільмах, як «Конфіскатор» і «Сід і Ненсі». Також зіграв роль Тревірануса у фільмі «Смерть і компас», Бенні Рейєса у «Трьох бізнесменах» та Аризона Грея у фільмі «Конфіскаторка». 2005 року почав виконувати роль прокурора Мануеля Девалоса у серіалі «Медіум» (2005—2011). Також знявся в таких популярних серіалах, як «Фрейзер», «Швидка допомога», «Цілком таємно», «Сайнфелд», «Закон і порядок» і «Лоїс і Кларк: Нові пригоди Супермена». Крім того, долучився до першого сезону драми «Одне вбивство».
2007 року став режисером 16-го епізоду — «Whatever Possessed You» — третього сезону телесеріалу «Медіум». Відтоді продовжив займатися режисурою одного епізоду для кожного з наступних чотирьох сезонів.
В юридичному телесеріалі «Погана суддя» виконав роль судді Ернандеса. Після цієї ролі почав з'являтися в інших телесеріалах, серед яких «Холістичне детективне агентство Дірка Джентлі», «Гострі предмети» та «Станція 19».

## Особисте життя
Живе в Лос-Анджелесі, Каліфорнія. Разом з дружиною Ліндою має доньку Олівію, яка також стала акторкою та зіграла доньку його персонажа в серіалі «Медіум».

## Фільмографія

### Кіно
| Рік  | Назва українською                           | Назва                                                | Роль                          | Нотатки                                         |
| ---- | ------------------------------------------- | ---------------------------------------------------- | ----------------------------- | ----------------------------------------------- |
| 1982 | Гонщик у часі                               | Timerider: The Adventure of Lyle Swann               | Еміль                         | Дебютна роль у кіно                             |
| 1984 | Конфіскатор                                 | Repo Man                                             | Арчі                          | Як Майкл Сандовал                               |
| 1986 | Прямо у пекло                               | Straight to Hell                                     | Джордж                        |                                                 |
| 1986 | Сід і Ненсі                                 | Sid and Nancy                                        | Директор компанії звукозапису |                                                 |
| 1986 | Говард-качка                                | Howard the Duck                                      | Керівник розваг у барі        |                                                 |
| 1987 | Вокер                                       | Walker                                               | Паркер Френч                  |                                                 |
| 1989 | Роби як треба!                              | Do the Right Thing                                   | Офіцер Марк Понте             |                                                 |
| 1991 | Тропічна лихоманка                          | Jungle Fever                                         | Офіцер Марк Понте             |                                                 |
| 1991 | Рикошет                                     | Ricochet                                             | Варгас, наркодилер            |                                                 |
| 1992 | Білі піски                                  | White Sands                                          | Агент ФБР Руїз                |                                                 |
| 1992 | Смерть і компас                             | Death and the Compass                                | Тревіранус                    |                                                 |
| 1993 | Парк Юрського періоду                       | Jurassic Park                                        | Хуаніто Ростагно              |                                                 |
| 1994 | Жадоба смерті 5: Обличчя смерті             | Death Wish V: The Face of Death                      | Лейтенант Гектор Васкез       |                                                 |
| 1994 | Пряма та очевидна загроза                   | Clear and Present Danger                             | Ернесто Ескобедо              |                                                 |
| 1995 | Знайти коротуна                             | Get Shorty                                           | Містер Ескобар                |                                                 |
| 1995 | Чесна гра                                   | Fair Game                                            | Еміліо Хуанторена             |                                                 |
| 1996 | Близько до серця                            | Up Close & Personal                                  | Ден Дуарте                    |                                                 |
| 1996 | Місіс Вінтерборн                            | Mrs. Winterbourn                                     | Пако                          | [ 9 ]                                           |
| 1998 | Де ж Марлоу?                                | Where's Marlowe?                                     | Скіп Пфайффер                 |                                                 |
| 1998 | Три бізнесмени                              | Three Businessmen                                    | Бенні Рейєс                   |                                                 |
| 2000 | Жіночі таємниці                             | Things You Can Tell Just by Looking at Her           | Сем                           |                                                 |
| 2000 | Паніка                                      | Panic                                                | Детектив Ларсон               |                                                 |
| 2000 | Політ фантазії                              | Flight of Fancy                                      | Френк                         |                                                 |
| 2000 | Команда                                     | The Crew                                             | Рауль Вентана, наркобарон     |                                                 |
| 2000 | Король повітря: Ліга чемпіонів              | Air Bud: World Pup                                   | Тренер Мантойа                |                                                 |
| 2001 | Кокаїн                                      | Blow                                                 | Августо Оліверас              |                                                 |
| 2001 | Природа людини                              | Human Nature                                         | Вендалл, терапевт             |                                                 |
| 2002 | Відшкодування збитків                       | Collateral Damage                                    | Агент ФБР Джо Фіппс           |                                                 |
| 2002 | Балістик: Екс проти Сівер                   | Ballistic: Ecks vs. Sever                            | Агент ФБР Хуліо Мартін        | [ 10 ]                                          |
| 2005 | Дев'ять життів                              | Nine Lives                                           | Заступник шерифа Рон          |                                                 |
| 2005 | Школа танців і зваблювання Мерілін Готчкісс | Marilyn Hotchkiss' Ballroom Dancing and Charm School | Метью Сміт                    |                                                 |
| 2005 | БожевільнаЛюбов                             | Crazylove                                            | Білл Йогансен                 |                                                 |
| 2005 | Небесна тортилья                            | Tortilla Heaven                                      | Ґіл Гарсія                    | [ 11 ]                                          |
| 2008 | Удар пляшкою                                | Bottle Shock                                         | Містер Гарсія                 |                                                 |
| 2008 |                                             | Dispatches from Nicaragua                            | Себе                          | Документальний фільм про знімання філму «Вокер» |
| 2009 | Конфіскаторка                               | Repo Chick                                           | Арізона Ґрей                  |                                                 |
| 2009 | Бруно                                       | Brüno                                                | Себе                          |                                                 |
| 2009 | Казки людини в масці                        | Tales of Masked Men                                  | Оповідач                      | Голос                                           |
| 2011 | Реальна сталь                               | Real Steel                                           | Суддя                         |                                                 |
| 2013 | Окулус                                      | Oculus                                               | Доктор Шон Ґрехем             |                                                 |
| 2014 | Книга життя                                 | The Book of Life                                     | капітан Країни незабутих      | Голос                                           |
| 2016 |                                             | Eternity Hill                                        | Доктор Еліас                  |                                                 |
| 2016 | Кровний батько                              | Blood Father                                         | Артуро Ріос                   |                                                 |
| 2022 |                                             | The Grotto                                           | Річі                          |                                                 |

### Телебачення
| Рік       | Назва українською                             | Назва                                        | Роль                               | Нотатки                                                                       |  |
| --------- | --------------------------------------------- | -------------------------------------------- | ---------------------------------- | ----------------------------------------------------------------------------- |  |
| 1982      | Мандрівники у часі                            | Voyagers!                                    | Нед Давсон                         | Епізод: «Bully and Billy»; credited as Michael Sandoval                       |  |
| 1984      | Ремінгтон Стіл                                | Remington Steele                             | Лікар швидкої допомоги             | Епізод: «Steele Eligible»                                                     |  |
| 1984      | Фатальне бачення                              | Fatal Vision                                 | Посадова особа у джипі             | Мінісеріал                                                                    |  |
| 1985      | Знак вбивці                                   | Badge of the Assassin                        | Франциско Торрес                   | Телефільм; як Майкл Сандовал                                                  |  |
| 1986      | Готель                                        | Hotel                                        | Репортер#1                         | Епізод: «Promises to Keep»                                                    |  |
| 1988      | Сент-Елсвер                                   | St. Elsewhere                                | Містер Гіт                         | Епізод: «Requiem for a Heavyweight»                                           |  |
| 1989      | Мисливець                                     | 'Hunter                                      | Августин Рохас                     | Епізод: «Partners»                                                            |  |
| 1989      |                                               | From the Dead of Night                       | Офіцер на службі                   | Телефільм                                                                     |  |
| 1990      | Доктор Дуґі Гаузер                            | Doogie Howser, M.D.                          | Офтальмолог                        | Епізод: «Vinnie's Blind Date»                                                 |  |
| 1990      | Метлок                                        | Matlock                                      | Карлос'Карл' Берман                | Епізод: «Nowhere to Run»                                                      |  |
| 1990      | Небезпечна пристрасть                         | Dangerous Passion                            | Сержант Гідальґо                   | Телефільм                                                                     |  |
| 1990      | Управління боротьби з наркотиками             | D.E.A.                                       | Рафаель Кордера                    | 6 епізодів                                                                    |  |
| 1992      | Закон Лос-Анджелеса                           | L.A. Law                                     | Альваро Кампос                     | Епізод: «I'm Ready for My Closeup, Mr. Markowitz»                             |  |
| 1992      | Громадянські війни                            | Civil Wars                                   | Суддя Фелікс Сільва-Пурес          | Епізод: «Below the Beltway»                                                   |  |
| 1992      | Золотий палац                                 | The Golden Palace                            | Рамон                              | Епізод: «Seems Like Old Times: Part 2»                                        |  |
| 1992      | Ренегат                                       | Renegade                                     | Гектор Ортеґа                      | Епізод: «Partners»                                                            |  |
| 1993      | Лоїс і Кларк: Нові пригоди Супермена          | Lois & Clark: The New Adventures of Superman | Едуардо Фріез                      | 2 епізоди                                                                     |  |
| 1995      | Маршал                                        | The Mar Marshal                              | Лестер Війа-Лобос                  | 2 епізоди                                                                     |  |
| 1996      | Великий ремонт                                | Home Improvement                             | Містер Дженкінс                    | ЕПізод: «High School Confidential»                                            |  |
| 1996      | Захід                                         | The West                                     | Себе                               | Голос, документальний мінісеріал; 2 епізоди                                   |  |
| 1996      | Одне вбивство                                 | Murder One                                   | Роберто Порталеґре                 | 3 епізоди                                                                     |  |
| 1996      | Пожежники Лос-Анджелеса                       | L.A. Firefighters                            | Розслідувач підпалів Берні Рамірез | 13 епізодів                                                                   |  |
| 1997      | Гравці                                        | Players                                      | Генерал Саймон Лотт                | 2 епізоди                                                                     |  |
| 1997-98   | Сайнфелд                                      | Seinfeld                                     | Марселіно                          | 2 епізоди                                                                     |  |
| 1998      | Фрейзер                                       | Frasier                                      | Містер Мартін                      | Епізод: «Sweet Dreams»                                                        |  |
| 1998      | Спортивний театр з Шакілом О'Нілом            | Sports Theater with Shaquille O'Neal         | Гільберто                          | Епізод: «Give and Go»                                                         |  |
| 1999      | Супермен. Мультсеріал                         | Superman: The Animated Series                | Лікар #2                           | Голос, епізод: «Unity»                                                        |  |
| 1999-2000 | Бетмен майбутнього                            | Batman Beyond                                | Доктор Блейдс, Бенні, Мендез       | Голос, 3 епізоди                                                              |  |
| 2000-01   | Рівень 9                                      | Level 9                                      | Санторо Ґофф                       | Episode: «It's Magic/Reboot»                                                  |  |
| 2000-05   | Пригоди Джекі Чана                            | Jackie Chan Adventures                       | 'Ель Торо' Фуерте                  | Голос, 12 епізодів                                                            |  |
| 2000-02   | Статичний шок                                 | Static Shock                                 | Директор Агілар                    | Голос, 2 епізоди                                                              |  |
| 2001      | Проєкт Зета                                   | The Zeta Project                             | Доктор Нельсон Аройо               | Голос, епізод: «His Maker's Name»                                             |  |
| 2001      | Дика Айріс                                    | Wild Iris                                    | Рамандо Ґалвез                     | Телефільм                                                                     |  |
| 2001      | Сьоме небо                                    | 7th Heaven                                   | Рамон Реєс                         | 2 епізоди                                                                     |  |
| 2001      | Шпигунка                                      | Alias                                        | Ентоні Рассек                      | 3 епізоди                                                                     |  |
| 2001      | Цілком таємно                                 | The X-Files                                  | Мартін Ортеґа                      | Епізод: «Vienen»                                                              |  |
| 2001      | Західне крило                                 | The West Wing                                | Віктор Кампос                      | Епізод: «Ways and Means»                                                      |  |
| 2002      | Прорвемося!                                   | Gotta Kick It Up!                            | Директор Завала                    | Телефільм                                                                     |  |
| 2003      | Кінгпін                                       | Kingpin                                      | Тіо Бето                           | 2 епізоди                                                                     |  |
| 2003      | 10-8: Чергові офіцери                         | 10-8: Officers on Duty                       | Капітан Отіс Бріґґс                | 13 епізодів                                                                   |  |
| 2004      | Бетмен                                        | The Batman                                   | Бандит#1                           | Голос, епізод: «The Bat in the Belfry»                                        |  |
| 2005-11   | Медіум                                        | Medium                                       | Окружний прокурор Мануель Девалос  | 130 епізодів                                                                  |  |
| 2007      | Ель Тіґре. Пригоди Менні Рівери               | El Tigre: The Adventures of Manny Rivera     | Золотий лев                        | Голос, епізод: «The Grave Escape»                                             |  |
| 2008      | Бен та Іззі                                   | Ben & Izzy                                   | Ібн Фірнас                         | Голос, англійський дубляж; епізод: «A Flight of Fantasy, a Fantasy of Flight» |  |
| 2010      | Антураж                                       | Entourage                                    | Карлос                             | 5 епізодів                                                                    |  |
| 2011      | Метро                                         | Metro                                        | Фелікс Альварез                    | Телефільм                                                                     |  |
| 2011      | Погана матуся                                 | Bad Mom                                      | Вагнер                             | Телефільм                                                                     |  |
| 2011      | Генератор Рекс                                | Generator Rex                                | Осо Мартело                        | Голос, епізод: «Outpost»                                                      |  |
| 2012-19   | Анатомія Грей                                 | Grey's Anatomy                               | Капітан Пруїтт Геррераa, Генк      | 2 епізоди                                                                     |  |
| 2013      |                                               | The Surgeon General                          | Сенатор Нортеґа                    | Телефільм                                                                     |  |
| 2014-15   | Погана суддя                                  | Bad Judge                                    | Суддя Гернандез                    | 13 епізодів                                                                   |  |
| 2014      | Даллас                                        | Dallas                                       | 'Ель Позолеро'                     | 3 епізоди                                                                     |  |
| 2016      | Холістичне детективне агентство Дірка Джентлі | Dirk Gently's Holistic Detective Agency      | Полковник Скотт Ріґґінс            | 6 епізодів                                                                    |  |
| 2017      | Грейвс                                        | Graves                                       | Ель Террон                         | Епізод: «Spark Meet Gasoline»                                                 |  |
| 2018-20   | Станція 19                                    | Station 19                                   | Капітан Пруїтт Геррера             | Постійний акторський склад                                                    |  |
| 2018      | Гострі предмети                               | Sharp Objects                                | Френнк Каррі                       | Голос, 8 епізодів                                                             |  |
| 2020-2021 | Нетутешні                                     | Solar Opposites                              | Енріке                             | Голос, 6 епізодів                                                             |  |
| 2022      | Баррі                                         | Barry                                        | Фернандо                           | 4 епізоди                                                                     |  |
| 2023      | Дипломатка                                    | The Diplomat                                 | Секретар штату Мігель Ганон        | 8 епізодів                                                                    |  |
| 2023      | Цукор                                         | Sugar                                        |                                    |                                                                               |  |